# Hobbemastraat
De Hobbemastraat is een straat in Amsterdam-Zuid tussen de Stadhouderskade en de Hobbemakade. De straat kreeg zijn naam in 1880 en werd vernoemd naar Meindert Hobbema (1638-1709), Nederlands landschapsschilder. De straat wordt door het Museumplein en het Rijksmuseum in twee stukken verdeeld; vanaf de Stadhouderskade tot nummer 16 aan één kant, dan nummer 19 in het hoofdgebouw van het Rijksmuseum en vanaf nummer 20 aan de andere kant tot de Stadhouderskade.

## Gebouwen
| Huisnummer | Gebouwnaam                              | Functie of bedrijf        | Monumentnummer           |
| ---------- | --------------------------------------- | ------------------------- | ------------------------ |
| 1-11       | Café-restaurant Parkzicht               |                           |                          |
| 4-8        |                                         | Winkelwoning              | 505164, 505171 en 505179 |
| 12         | Lizzy Cottage                           | Woonhuis                  | 1991                     |
| 14-16      | Dubbelvilla                             | Woonhuis                  | 505713 en 505720         |
| 19         | Druckeruitbouw en Tweede Druckeruitbouw | Rijksmuseum               |                          |
| bij 19     | Fragmentengebouw                        | Rijksmuseum               |                          |
| 20         | Villa Protsky                           | Gemeentelijk monument     |                          |
| 21         | Directeursvilla                         | Kantoor Rijksmuseum       | 530422                   |
| 22-24      | Veiligheidsinstituut                    | Ateliergebouw Rijksmuseum |                          |
| 25         | Teekenschool                            | Rijksmuseum               | 530423                   |
| 24A-26     | Velox/Zuiderbad                         | Zuiderbad                 | 505901                   |

## Tramlijnen
Van 1903 tot 1958 reden de tramlijnen 2 en 3 staduitwaarts door de straat tussen Stadhouderskade en P.C. Hooftstraat. Stadinwaarts werd door de P.C. Hooftstraat gereden tot de Stadhouderskade.
In 1992 keerde de tram terug in de Hobbemastraat, nu waren het de tramlijnen 2 en 5 die dubbelsporig tussen de Stadhouderskade en de Paulus Potterstraat gingen rijden. Op 22 juli 2018 verscheen ook tramlijn 12.

## Galerij gebouwen

Gebouwen in de Hobbemastraat
Café-restaurant Parkzicht in de Hobbemastraat 1-11
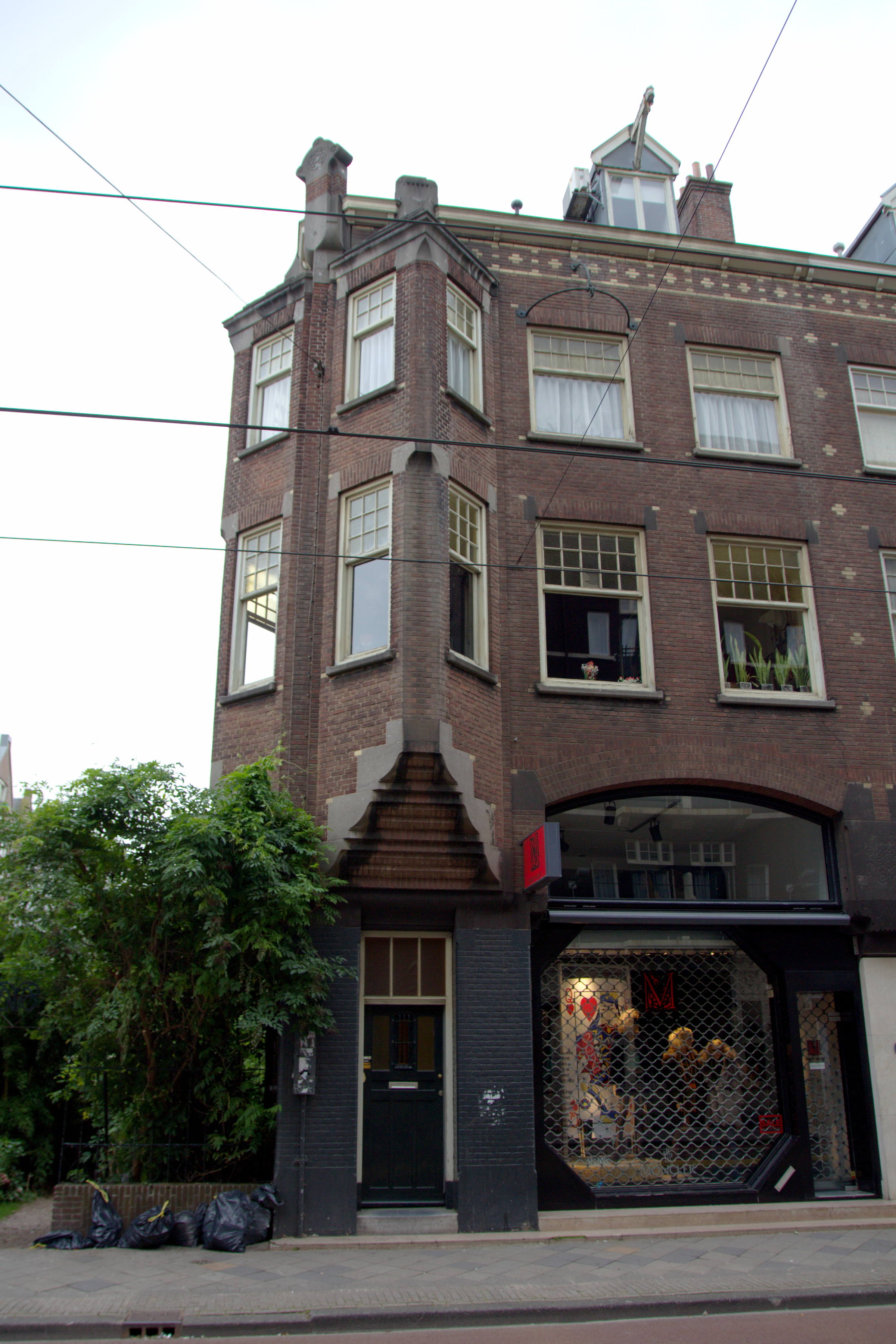
Hobbemastraat 8
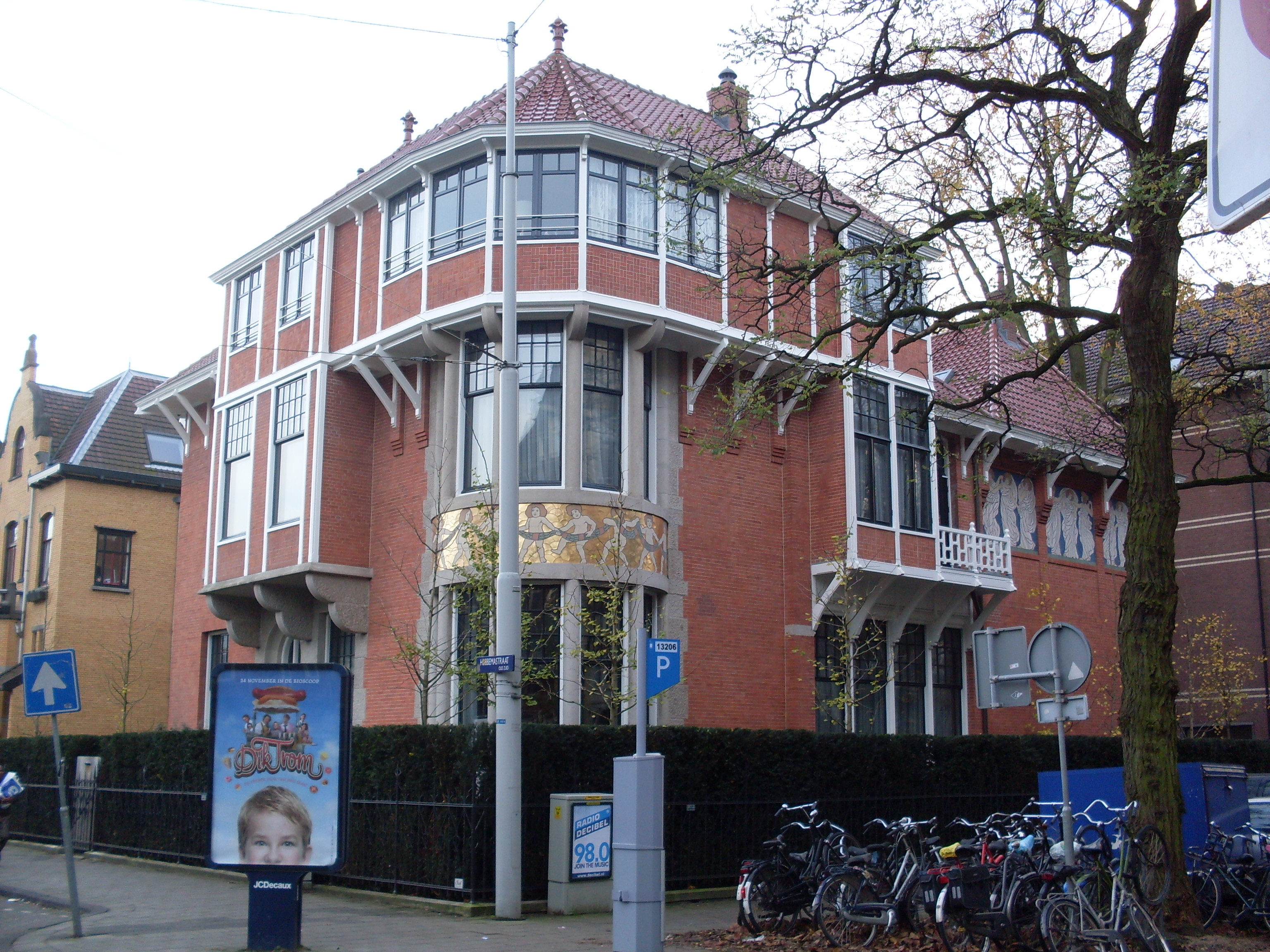
Hobbemastraat 12
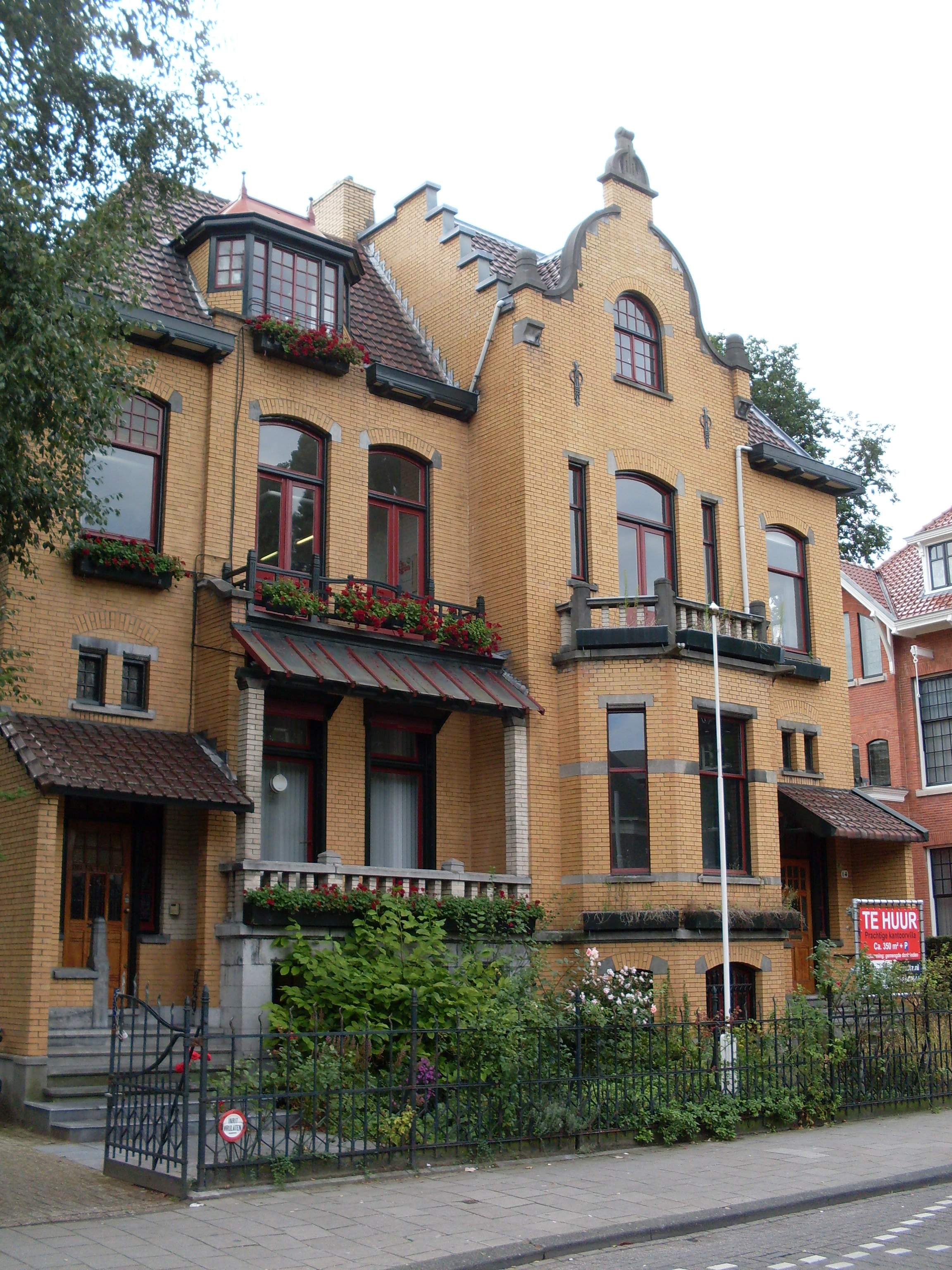
Dubbelvilla in de Hobbemastraat 14-16
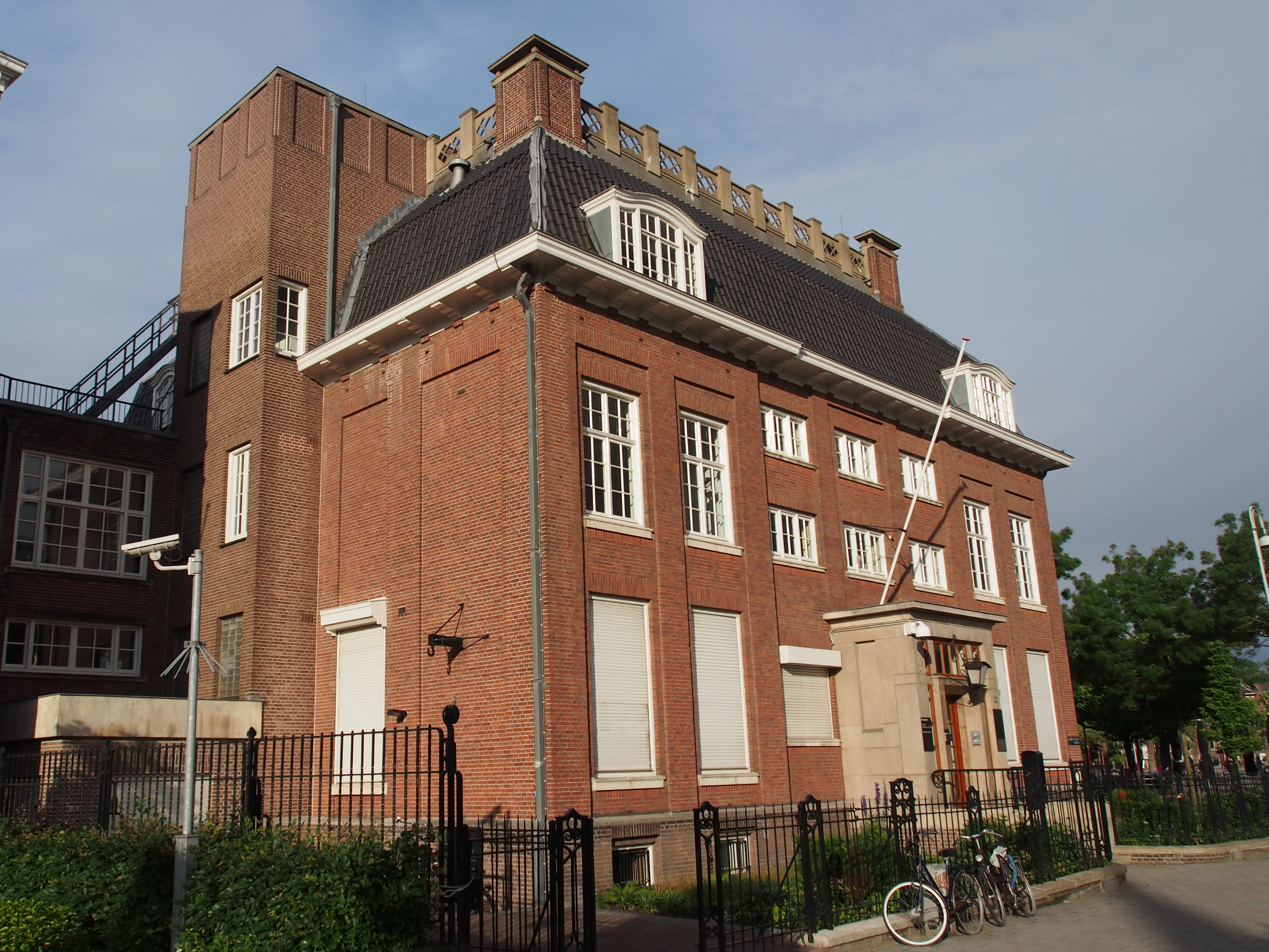
Hobbemastraat 20
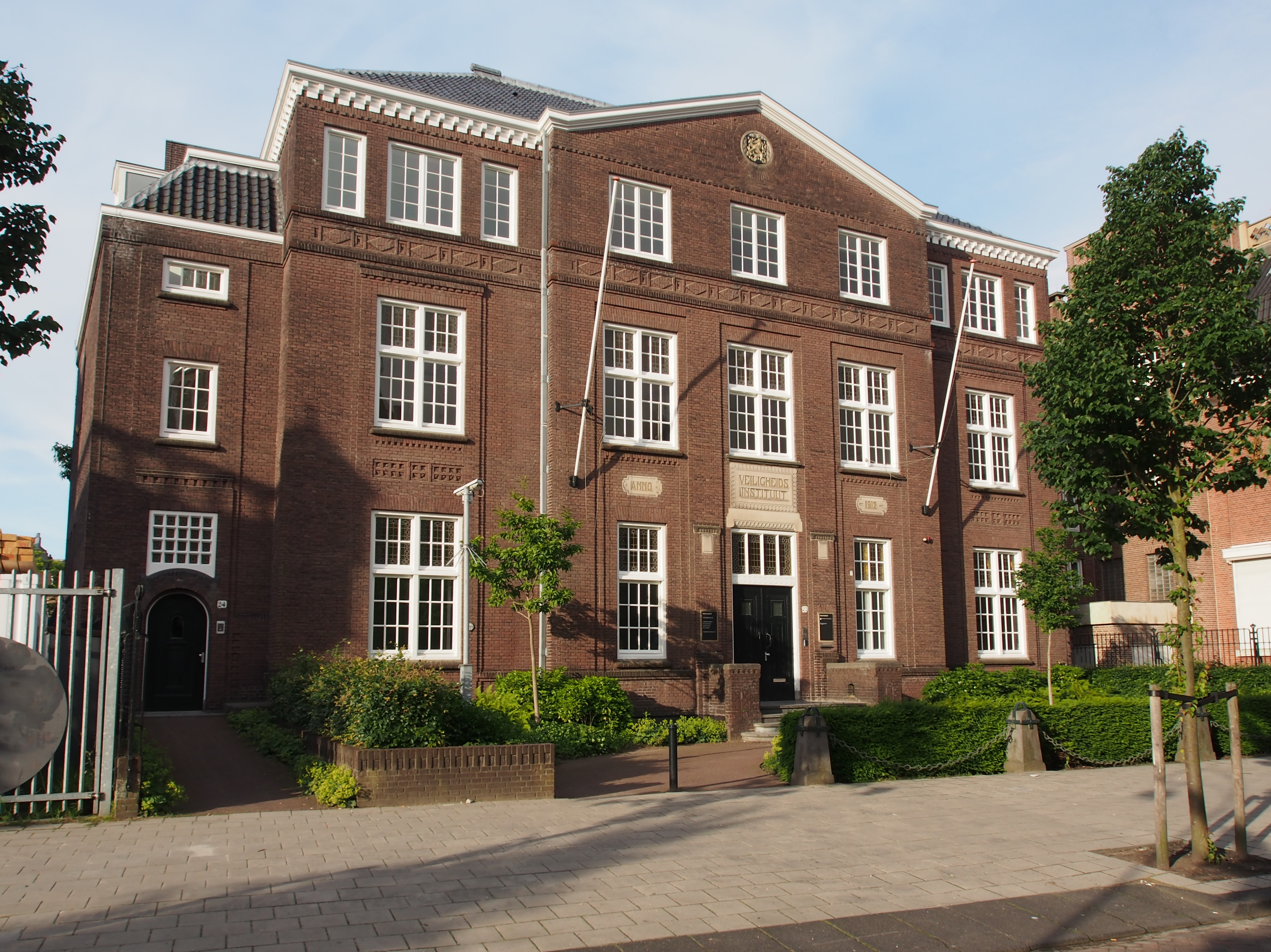
Hobbemastraat 22-24, Veiligheidsinstituut
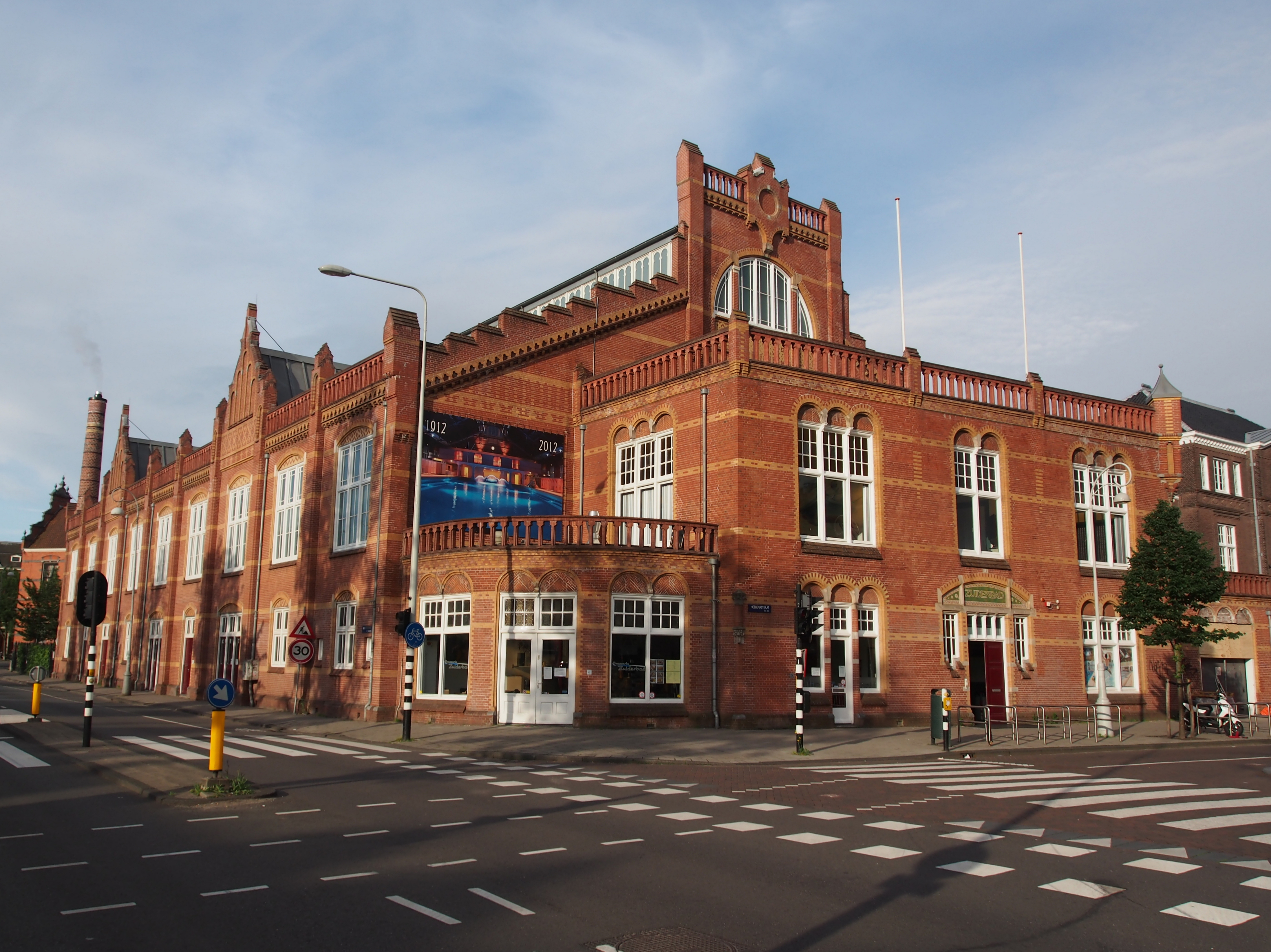
Zuiderbad in de Hobbemastraat 24A-26
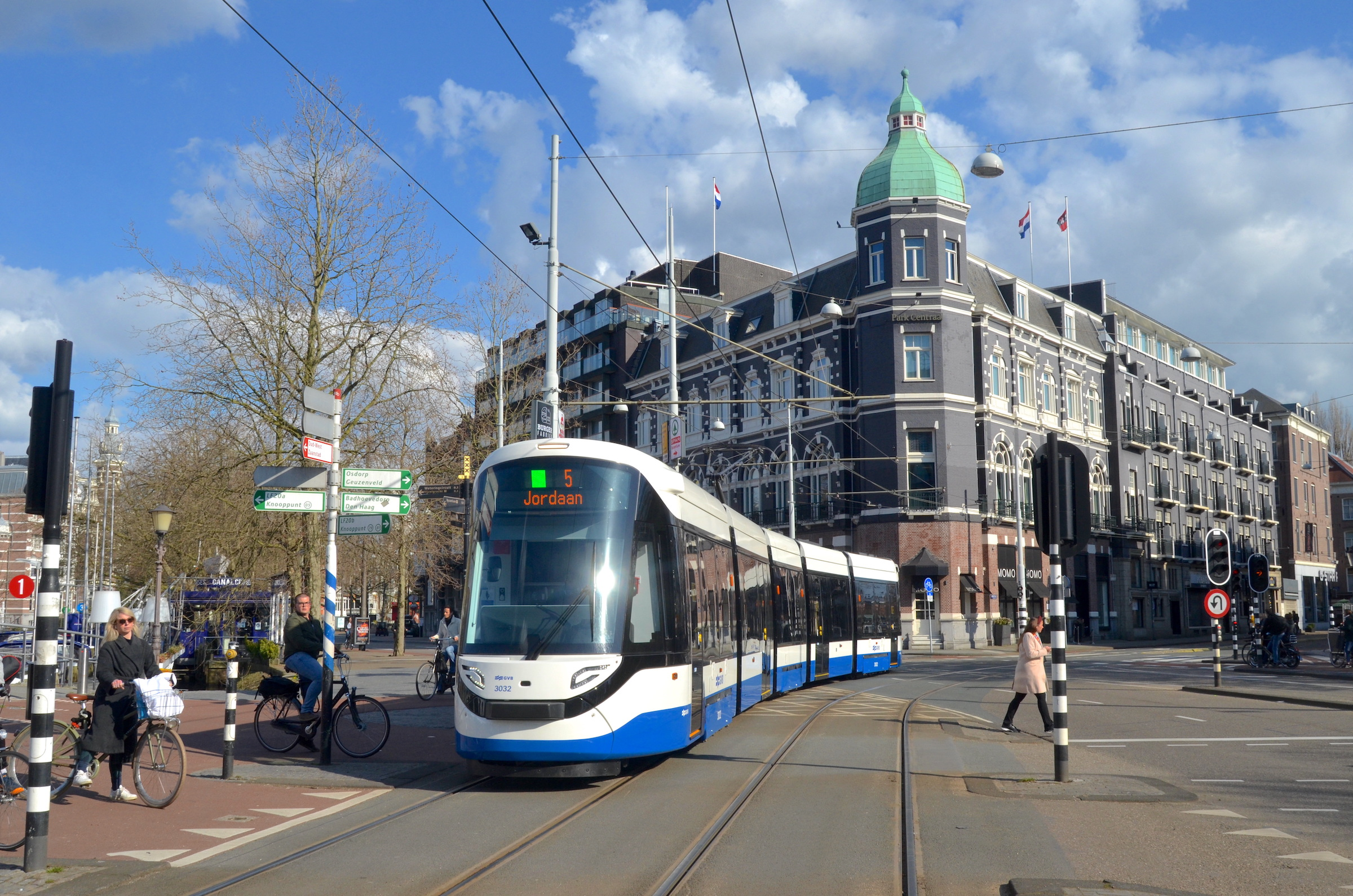
GVB lijn 5 met Hobbemastraat 1-11 op de achtergrond